# Nainville-les-Roches
Nainville-les-Roches é uma comuna francesa na região administrativa da Ilha-de-França, no departamento de Essonne. Estende-se por uma área de 5,93 km². Em 2010 a comuna tinha 498 habitantes (densidade: 84 hab./km²).